# Марта Рийвс
Марта Роуз Рийвс (на английски: Martha Rose Reeves) е американска ритъм енд блус, поп певица и политик. Тя е вокалистка на групата за момичета на Мотаун, Марта и Ванделас. По времето, когато е с Ванделас, тя отбелязва над 10 хит сингъла, вкл. Nowhere to Run, Jimmy Mack, и нарицателната Dancing In The Street.
От 2005 до 2009 г., след изборна победа, е политически съветник в управата на град Детройт, щата Мичиган. Самата тя обаче е родена в Дълбокия Юг – в Юфола, щата Алабама, на 18 юли 1941 година.

## Ранен живот и кариера
Марта Роуз Рийвс е родена в Юфола, Алабама, и е първата дъщеря на Илайджа Джошуа Рийвс и Руби Лий Гилмор Рийвс. Тя е третото дете от 11 общо братя и сестри. Още в невръстна възраст, семейството се премества от Юфола в Детройт, където дядо ѝ, отец Илайджа Рийвс, служи в Детройтската метрополитна църква. Семейството е активно в църковните дела и в хоровите занимания. И двамата родители вземат отношение към китарата и обичат да пеят. Техните деца наследяват любовта им към музиката. Неин вокален педагог в детройтската Североизточна гимназия е Ейбрахам Силвър, който също е работил с Флорънс Балард и Мери Уилсън (от Сюприймс), както и с Боби Роджърс (от Миръкълс). В духа на госпела и с кумири като Лина Хорн и Дела Рийз, Рийвс се запалва по ритъм енд блуса и ду-уопа. През 1959 г. постъпва във Фасинейшънс, но напуска групата още преди те да почнат да записват музика. Нейната сестра Луис Рийвс е също певица, и изпълнява с Ванделас и Куайът Елегънс.
През 1957 г. прави първото си творческо обединение с Розалинд Ашфорд, Глория Уилямс и Анет Биърд, които се събират в Делфис. Едуард Ларкинс – Папс я създава като паралелно начинание на мъжката вокална група, в която пее. Делфис се сдобиват с местна слава като изпълнители.
През 1960 и 1961 година, Рийвс свързва двата края като работи на няколко места денем, а нощем е певица, изпълняваща джаз и блус стандарти в някои от най-уважаваните клубове. След изпълнение в клуб „Двадесет хиляди“, Рийвс е забелязана от директора на Мотаун – направление „Хора и репертоар“, Мики Стивънсън, който дава на певицата своята визитна картичка с идеята за бъдещо прослушване. По това време тя използва необичайното фамилно име Ла Вейл. Рийвс не е запозната с протокола по отношение на Мотауновите прослушвания, и се появява в студиото Хитсвил по-рано от плануваното от хората на Мотаун. Мотаун прави прослушванията в четвъртък, а Рийвс се явява във вторник. На Рийвс е казано да потърси среща със Стивънсън, който обаче излиза в отпуска.
След време Рийвс работи няколко часа в Хитсвил като помощничка на Стивънсън. (Рийвс работи както в „Хора и репертоар“, така и на секретарска дейност). Към 1961 г., Делфис изменят името си на Велс, и записват няколко неуспешни сингъла за Чекър и Чекмейт Рекърдс. По-късно, когато Андантис не съумяват да направят сесия за бекинг на барабаниста на Миракълс, Марта свиква членовете на групата си. Те осигуряват беквокалите за Stubborn Kind of Fellow на Марвин Гей. Сингълът по-късно става хит.
След като записват демо за Мери Уелс, Мотаун предлага на групата звукозаписен контракт. Преди да подпишат, Глория Уилямс решава да напусне групата, с цел да прави кариера като социален работник. Групата решава да остане трио и си сменя името на Марта и Ванделас. Този избор е следствие от две причини. Първо, тя живее на улица Ван Дайк Стрийт като дете, и второ, тя иска да отдаде почит на детройтската ритъм енд блус вокалистка Дела Рийз, един от идолите на младата певица.

## Марта и Ванделас
С нейния меден и госпълски алт глас, Марта Рийвс прави възможно въздигането на Марта и Ванделас от беквокалистка група, като някои от първите им песни Come and Get These Memories и (Love Is Like a) Heat Wave ги разграничават от съвременници и колеги от лейбъла – Марвълетс и Сюприймс, които са по-близки до ду-уоп традицията. Макар първите записи да попадат в зоната на ду-уопа, по-голямата част от песните, издадени с името Ванделас, притежават по-суров, душевен вид, а Фънк Брадърс ги осигуряват с мощен музикален бекинг. Алтът на Марта, сопраното на Розалинд Ашфорд, и контраалтът на Анет Биърд придават на хармонията им обем, и правят записите им уникални.
Heat Wave става първия хит с над 1 млн. продажби, и Марта и Ванделас се издигат в позиция на челна група за Мотаун – както като звукозаписни дейци, така и като успешни концертиращи музиканти. В целия творчески път на Ванделас, Марта е единствената постоянна участничка в състава. Първоначалните членове Анет Биърд и Розалинд Ашфорд биват заменени от Бети Кели, Сандра Тили и по-малката сестра на Марта – Луис Рийвс. Синглите, които стават синонимни на групата, са Quicksand, In My Lonely Room, Live Wire, Nowhere to Run, A Love Like Yours (Don't Come Knocking Everyday), I'm Ready for Love, Jimmy Mack, Honey Chile, както и най-популярния им сингъл, Dancing in the Street. Марта често споделя, че сред най-паметните ѝ представления е това с британската соул певица Дъсти Спрингфийлд, с британското шоу Ready Steady Go! и в Шоуто на Ед Съливан.
Въпреки успеха, над Марта и Ванделас тегне сянка, причинена от предпочитанието на Мотаун към Сюприймс и главната им вокалистка, Даяна Рос, пред Ванделас. Много от записите на групата лежат в трезорите на Мотаун.
В допълнение към несгодите, включващи типичните борби в момичешките групи, натоварен студиен и концертен график, и различни други, през 1968 г. тя претърпява разстройство. Ашфорд напуска завинаги. Когато Рийвс се чувства по-добре, тя наема Сандра Тили. Този състав, със сестрите Марта и Луис Рийвс, както и с Тили, се запазва до 1972 г. След като издават Black Magic, те се разделят. През 1973 г. Марта има планове за солова дейност с Мотаун, но след като компанията се премества от Детройт в Лос Анджелис, Рийвс се договаря да нулира контракта си, и така е преустановена 12-годишната ѝ съвместна работа с лейбъла.